# Hippopotamus (Sparks)

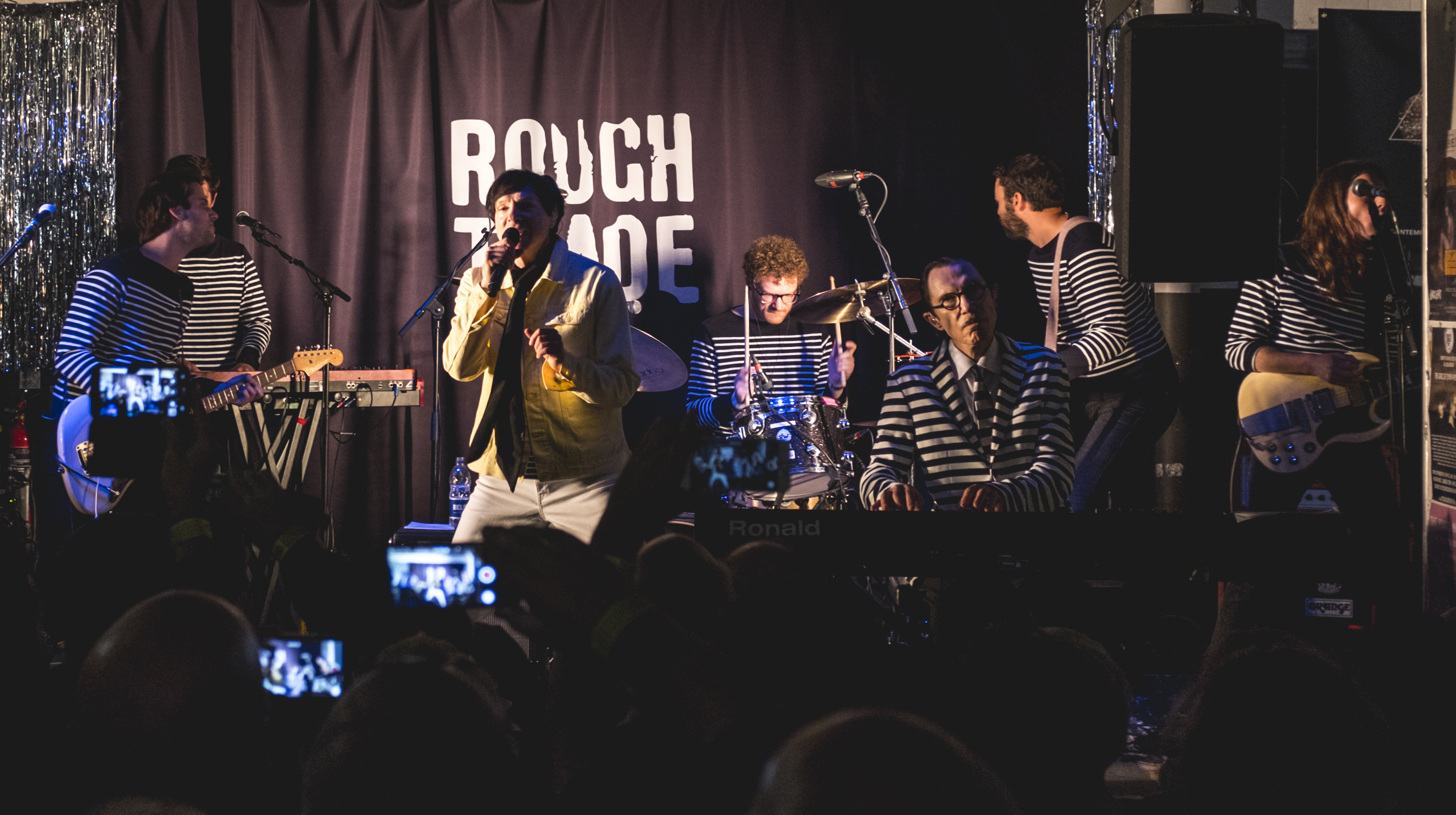
Sparks in Rough Trade, Londen, 8 september 2017

Hippopotamus is een studioalbum van Sparks.
In aanloop tot dit album verscheen Sparks, de laatste jaren alleen vertegenwoordigd door Russell Mael en Ron Mael, met een muziekgroep op de podia. Dit optreden als band kreeg een vervolg bij optredens vanaf 7 augustus 2017 in Kopenhagen, de start van de promotietournee van Hippopotamus. Op ander gebied werkte Sparks aan twee musicals, het vierde de nasleep van The Seduction of Ingmar Bergman en de ontwikkeling van Annette. Het bandgevoel kwam terug bij de heren Mael door hun gezamenlijk werk met Franz Ferdinand. In hun eigen geluidsstudio in Los Angeles werd vanaf begin tot oktober 2016 met musici gewerkt aan Hippopotamus. Het album werd uitgegeven door BMG Rights Managment in plaats van op hun eigen label Lil Beethoven. Dit werd verklaard uit de onderhandelingen tussen Sparks en BMG bij de hernieuwde contracten voor de uitgaven van hun eigen oude werk.  
Het album werd voorafgegaan door drie singles: Hippopotamus (maart 2017 over een nijlpaard, dat ineens in hun zwembad ligt; tevens weergave op de platenhoes), What the hell is it this time? (mei 2017, over God die een burn-out krijgt van miljarden verzoekjes per dag) en Edith Piaf (said it better that me) over geen spijt hebben). Het album werd over het algemeen goed ontvangen, iedere recensent zag er het zijne in. Algemene teneur was de bewondering voor het samensmelten van allerlei muziekstijlen van artrock, Drum-'n-bass (Giddy, giddy), Europop (Scandinavian design) tot klassieke muziek (Life with the Macbeths). Al die stijlen gingen gepaard met min of meer ironische of satirische teksten. 

## Musici
- Russell Mael – zang
- Ron Mael – toetsinstrumenten, programmeerwerk, orkestratie
- Dean Menta – gitaren
- Steven Nistor – drumstel

Met
- Leos Carax – zang en acoordeaon (When you’re a French director)
- Rebecca Sjöwall – sopraan (Life with the Macbeths)

## Muziek
| Nr. | Titel                                                                         | Duur |
| --- | ----------------------------------------------------------------------------- | ---- |
| 1.  | Probably nothing (Russell & Ron Mael)                                         | 1:21 |
| 2.  | Missionary position (Russell & Ron Mael)                                      | 4:16 |
| 3.  | Edit Piaf (said it better than me) (Russell & Ron Mael)                       | 4:32 |
| 4.  | Scandinavian design (Russell & Ron Mael)                                      | 4:10 |
| 5.  | Giddy giddy (Russell & Ron Mael)                                              | 3:10 |
| 6.  | What the hell is it this time? (Russell & Ron Mael)                           | 4:03 |
| 7.  | Unaware (Russell & Ron Mael)                                                  | 3:54 |
| 8.  | Hippopotamus (Russell & Ron Mael)                                             | 3:47 |
| 9.  | Bummer (Russell & Ron Mael)                                                   | 3:58 |
| 10. | I wish you were fun (Russell & Ron Mael)                                      | 4:04 |
| 11. | So tell me Mrs. Lincoln aside from that how was the play (Russell & Ron Mael) | 4:00 |
| 12. | When you’r e French director (Russell & Ron Mael)                             | 2:45 |
| 13. | The amazing Mr. Repeat (Russell & Ron Mael)                                   | 2:59 |
| 14. | A little bit like fun (Russell & Ron Mael)                                    | 3:57 |
| 15. | Life with the Macbeths (Russell & Ron Mael)                                   | 4:12 |

Net zoals de verschillende muziekstijlen gaan de liedjes over allerlei onderwerpen. Zo gaat track 2 (Missionary position) over de Missionarishouding, track 4 (Scandinavian design) over eenvoudig maar mooi ontwerp ("but they’re beautiful"). Track 11 gaat deels over de Moord op Abraham Lincoln. Unaware gaat over een persoon, die vrijwel alle onbelangrijke nieuws langs zich heen laat gaan, onder andere dat Taylor Swift een nieuw album had uitgebracht. De Japanse persing kreeg een bonustrack mee in de vorm van een wat ouder nummer; het voor zichzelf sprekende: You’ved earned the right to be a dick (3:10).  

## Verkoop
Het album sloeg niet alleen bij de recensenten aan. In diverse landen haalde het album de hitlijsten met name in Engeland, waar het drie weken was genoteerd met hoogste notering plaats 7. In de hele rij met albums was het de zevende notering van Sparks in de Britse lijst en werd hun hoogste notering sinds Propaganda in 1974 dat het wel 13 weken uithield met hoogste notering 9.  In Nederland was het één week genoteerd en wel op plaats 38; de eerste notering van een Sparksalbum sinds Indiscreet (najaar 1975). In Vlaams België stond het twee weken genoteerd met als hoogste notering plaats 104.